# Ipomoea digitata
Ipomoea digitata ist eine Pflanzenart aus der Gattung der Prunkwinden (Ipomoea) aus der Familie der Windengewächse (Convolvulaceae). 

## Beschreibung
Ipomoea digitata ist eine unbehaarte oder nur spärlich behaarte Liane. Die Laubblätter sind bis mindestens zur Hälfte handflächenartig in drei bis sieben Lappen geteilt, der Umriss des Blattes ist mehr oder weniger herzförmig bis abgeschnitten. Die Blattlappen sind eiförmig bis langgestreckt-lanzettlich, ganzrandig und undeutlich zugespitzt, der mittlere ist etwa 5 bis 8 cm lang und 1 bis 2,5 cm breit.
Die Blütenstandsstiele sind meist etwa ebenso lang wie die Laubblätter. Die Blütenstände sind dichotom verzweigt, die gerinnten Blütenstiele sind deutlich kürzer als die Blütenstandsstiele. Die Knospen sind kugelförmig meist behaart und deutlich kürzer als die Blütenstiele. Die Kelchblätter sind mit etwa 1 cm gleich lang, gerundet oder kreisförmig, lederig und umschließen die Kronröhre. Die Krone ist trichterförmig, lila gefärbt und 4 bis 6 cm lang. Der Fruchtknoten ist zweikammerig.
Die Früchte enthalten vier Samen, die mit langen Trichomen behaart sind.

## Verbreitung
Die Art kommt nur auf Hispaniola vor.

## Systematik
Innerhalb der Gattung der Prunkwinden (Ipomoea) ist die Art in die Serie Eriospermum der Sektion Eriospermum in der gleichnamigen Untergattung Eriospermum eingeordnet.

## Belege